# 瘡守稲荷神社
瘡守稲荷神社（かさもりいなりじんじゃ）は長野県松本市中央にある浄林寺の敷地内に鎮座する神社。
社殿に巨大な張り子の白狐の狛犬がある。
尚、「瘡守稲荷神社」という神社は日本各地に存在する。

## 所在地
〒390-0811 長野県松本市中央1-24

## 交通アクセス
- JR松本駅から徒歩10分

## ギャラリー

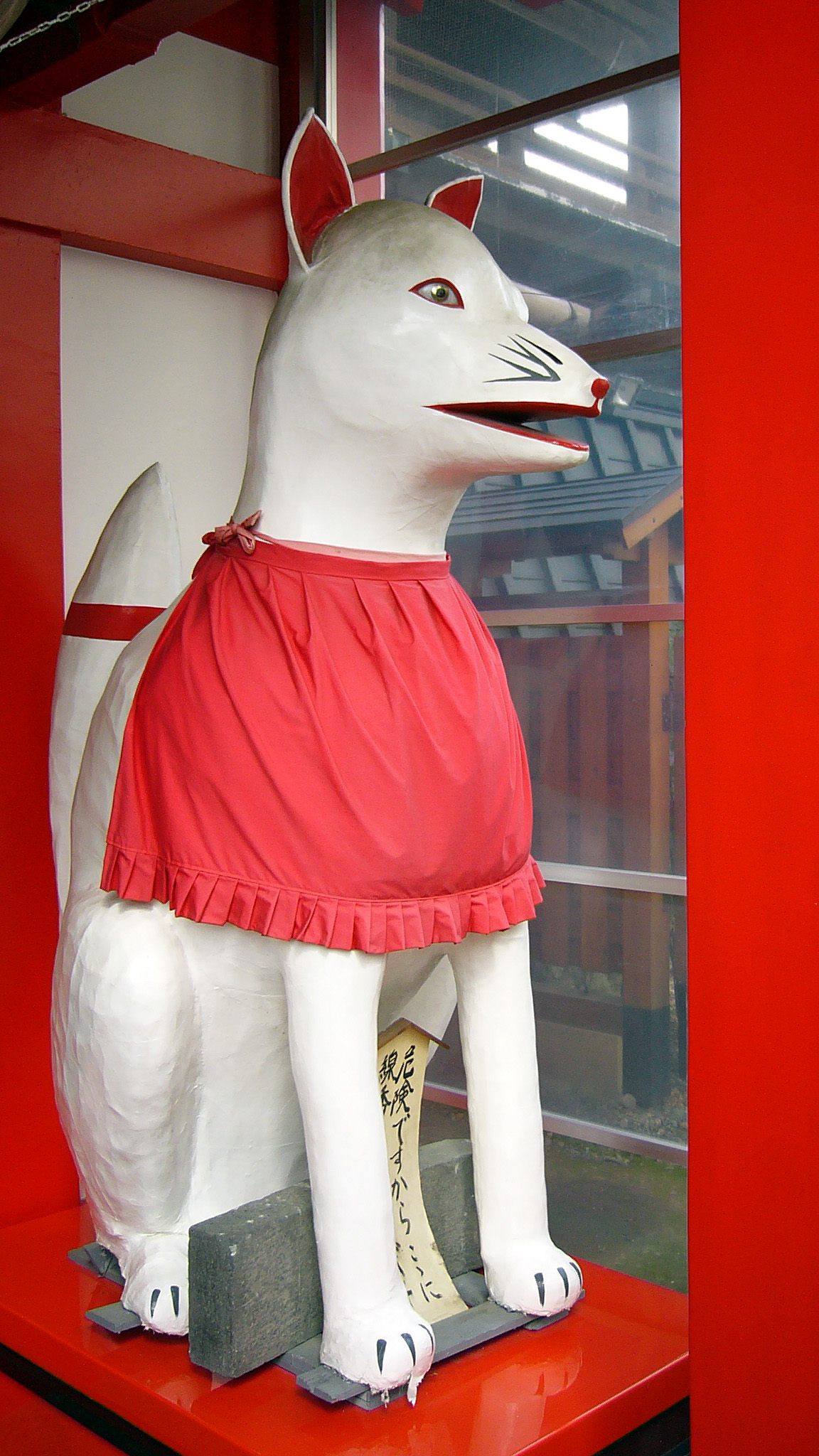
白狐狛犬・阿形
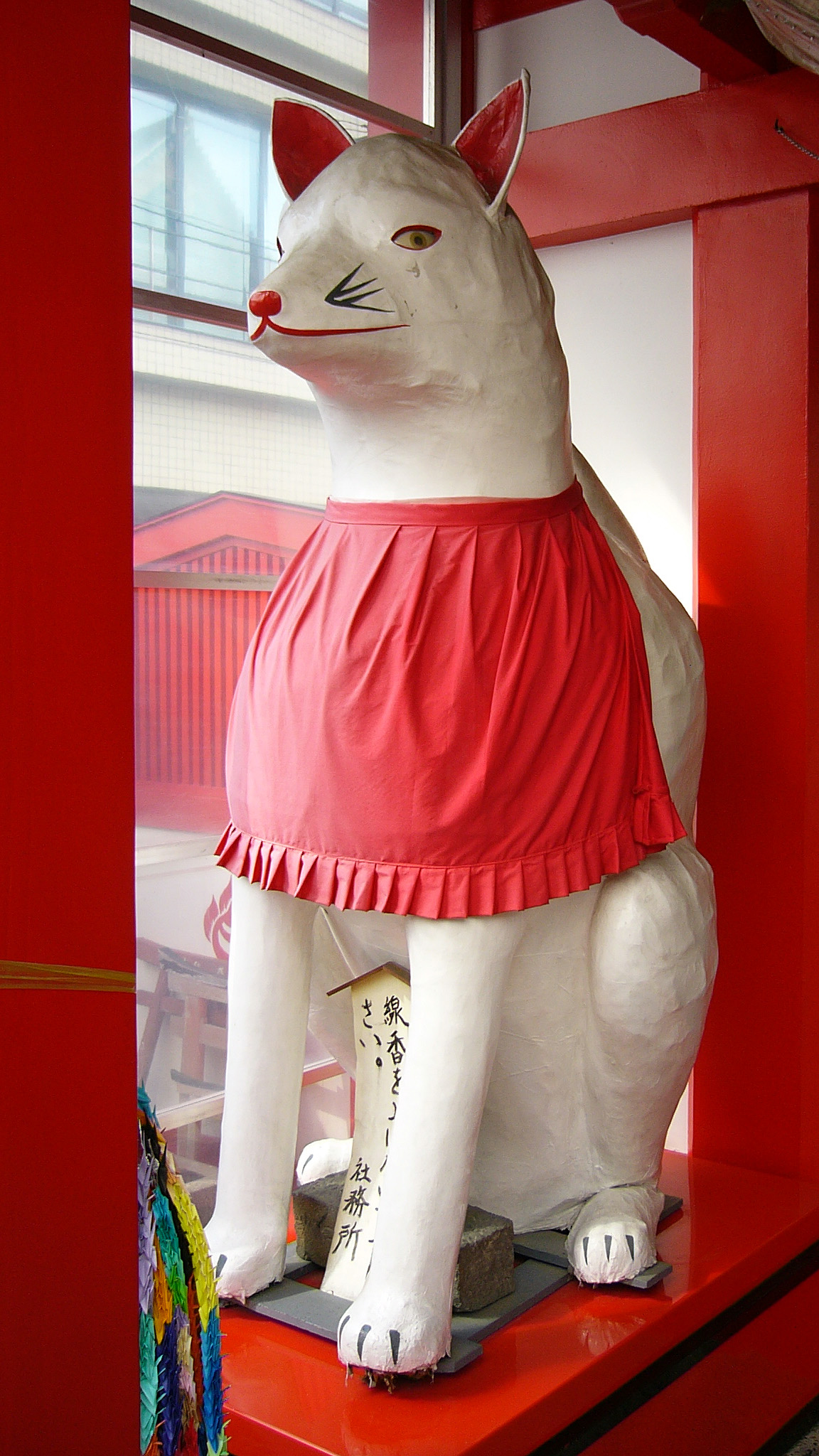
白狐狛犬・吽形